# Landulf I de Benevento
Landulf I (d. 10 aprilie 943), supranumit Antipater, a fost un nobil longobard și principe de Benevento și de Capua (ca Landulf al III-lea) de la 12 ianuarie 901, atunci când tatăl său, Atenulf I, principe de Capua și cuceritor al Benevento, l-a asociat la domnie. Mama lui Landulf a fost Sichelgaita de Gaeta. 
În 909, Landulf a fost la Constantinopol, de unde a primit titlurile bizantine de anthypatos și patrikios. Deși rămas în Italia, fratele său Atenulf al II-lea a primit și el învestitura. În iunie 910, tatăl lor a murit și cei doi frați au preluat puterea, Landulf fiind de acord ca Atenulf al II-lea să fie co-principe.
La 2 iulie 911, Landulf a semnat un tratat cu ducele Grigore al IV-lea de Neapole, ca parte a promovării unei politici de alianțe și amiciție cu ceilalți conducători creștini din sudul Italiei. El a extins această politică prin alierea cu Bizanțul, fără a însă a fi servil față de Imperiul de la Constantinopol. În 914, el a reușit să transfere marea abație de la Montecassino de la Teano la Capua, numind împreună cu Atenulf ca abate pe un oarecare Ioan. În anul imediat următor (915), ei l-au trimis pe acest Ioan ca ambasador la Constantinopol pentru a reînnoi legăturile de alianță.
În vara anului 915, forțele noului strategos bizantin de Bari, Nicolae Picingli, s-au unit cu cele ale diferiților principi din Italia de sud: Ioan I și Docibilis al II-lea de Gaeta, Grigore al IV-lea și Ioan al II-lea de Neapole, și Guaimar al II-lea de Salerno. Prin alianțe matrimoniale, Landulf a reușit să atragă de partea sa pe acești conducători: el s-a căsătorit cu Gemma, fiica lui Athanasie de Neapole, iar pe fiica lui Atenulf, Gaitelgrima a căsătorit-o cu Guaimar al II-lea. De asemenea, propriul său fiu, Atenulf, a fost căsătorit cu Rotilda, fiica lui Guaimar. Odată grupată laolaltă, armata greco-longobardă s-a unit cu forțele pregătite de papa Ioan al X-lea și de ducele Alberic I de Spoleto și au obținut victoria asupra sarazinilor în bătălia de la Garigliano. Potrivit cronicarului Liutprand de Cremona, Landulf a fost cel care a inițiat această alianță care a condus la alungarea musulmanilor din fortăreața de la Garigliano.
În 921, el a acordat sprijin unei răscoale anti-bizantine din Apulia, provocând ravagii până la Ascoli. În final însă, s-a văzut nevoit să îl trimită pe cel de al doilea fiu al său, Landulf "cel Roșu", la Constantinopol ca ostatec. În 923 sau 926, prin înțelegere cu Guaimar de Salerno, au pornit în comun la atacarea posesiunilor bizantine, Landulf urmând să ocupe Apulia, iar Guaimar acționând în Campania. Landulf a avut succese pe toată linia, însă Guaimar nu a fost la fel de norocos. În 929, împreună cu fratele său Atenulf al II-lea, cu Guaimar al II-lea și cu Theobald I de Spoleto, a invadat din nou Apulia și Calabria. De această dată, expediția a fost dezastruoasă, iar Theobald de Spoleto a părăsit alianța.
În 933, Landulf l-a asociat pe fiul său Atenulf Carinola la domnie, alături de fratele său. În 934, Guaimar a fost convins de către agentul bizantin Cosma de Salonic să părăsească alianța. În 935, regele Hugue de Italia a acordat sprijin grecilor. Ca urmare, în numai câțiva ani, politica antibizantină promovată de Landulf a eșuat, el fiind nevoit să încheie pace cu Bizanțul, deși ciocnirile cu bizantinii au continuat: la Siponto în 936 și la Matera în 940. În 939, fratele său Atenulf al II-lea a murit, fiind succedat de fiul său mai mare, Landulf, pe care însă Landulf I l-a exilat curând la Napoli.